# Juan Pedro Toledo
Juan Pedro Toledo Domínguez (né le 17 juin 1978 à Navojoa ou à Huatabampo) est un athlète mexicain, spécialiste du 200 mètres.

## Biographie
Il détient le record national du 200 m réalisé à Athènes lors des Jeux olympiques de 2004 en 20 s 40.

### Palmarès
| Date | Compétition                                      | Lieu         | Résultat | Épreuve   | Performance   |
| ---- | ------------------------------------------------ | ------------ | -------- | --------- | ------------- |
| 1997 | Championnats panaméricains juniors               | La Havane    | 3e       | 200 m     | 21 s 31       |
| 1997 | Championnats panaméricains juniors               | La Havane    | 7e       | 400 m     | 47 s 19       |
| 1998 | Championnats ibéro-américains                    | Lisbonne     | 2e       | 400 m     | 45 s 63       |
| 1998 | Championnats ibéro-américains                    | Lisbonne     | 2e       | 4 × 100 m | 40 s 49       |
| 1998 | Championnats ibéro-américains                    | Lisbonne     | 1er      | 4 × 400 m | 3 min 06 s 12 |
| 1998 | Jeux d'Amérique centrale et des Caraïbes         | Maracaibo    | 1er      | 200 m     | 20 s 46       |
| 2001 | Championnats d'Amérique centrale et des Caraïbes | Guatemala    | 2e       | 200 m     | 20 s 82       |
| 2001 | Championnats d'Amérique centrale et des Caraïbes | Guatemala    | 2e       | 4 × 400 m | 3 min 03 s 29 |
| 2002 | Jeux d'Amérique centrale et des Caraïbes         | San Salvador | 1er      | 200 m     | 20 s 97       |
| 2004 | Championnats ibéro-américains                    | Huelva       | 4e       | 100 m     | 10 s 48       |
| 2004 | Championnats ibéro-américains                    | Huelva       | 1er      | 200 m     | 20 s 84       |
| 2006 | Championnats ibéro-américains                    | Ponce        | 4e       | 100 m     | 10 s 45       |
| 2006 | Championnats ibéro-américains                    | Ponce        | 1er      | 200 m     | 20 s 74       |

### Records
| Épreuve    | Performance | Lieu    | Date             |
| ---------- | ----------- | ------- | ---------------- |
| 100 mètres | 10 s 32     | Toluca  | 11 juillet 1997  |
| 200 mètres | 20 s 40     | Athènes | 24 août 2004     |
| 400 mètres | 45 s 24     | Mexico  | 1er juillet 2000 |